# Marcus Carl Franklin
Marcus Carl Franklin (24 de fevereiro de 1993) é um ator norte-americano. É mais conhecido por interpretar uma encarnação deBob Dylan que se chama "Woody Guthrie" no filme I'm Not There de 2007, escrito e dirigido por Todd Haynes. 

## Biografia
Marcus é visto, no filme, como um jovem vagabundo, que pega carona em trens de carga, enquanto carrega consigo uma caixa de guitarra com a inscrição "This Machine Kills Fascists" (esta inscrição estava adornada no violão de Woody Guthrie). No filme, Franklin executa uma versão da canção de Dylan "When the Ship Comes In". Seu desempenho também está na trilha sonora de Não Estou Lá. 
Franklin estava em Lackawanna Blues da HBO, que foi ao ar em 2005. Atuou na off-Broadway e na produção da Broadway, Caroline or Change . Seu último trabalho no cinema foi no filme Rebobine, Por Favor de 2008.

## Filmografia
| Filmes | Filmes            | Filmes              | Filmes                       |
| Ano    | Título Original   | Título (Brasil)     | Papel                        |
| ------ | ----------------- | ------------------- | ---------------------------- |
| 2005   | Lackawanna Blues  | Lackawanna Blues    | Ruben Santiago Jr. (para TV) |
| 2006   | The Water Is Wide | The Water Is Wide   | Charles (para TV)            |
| 2007   | I'm Not There     | Não Estou Lá        | Woody Guthrie / Bob Dylan    |
| 2008   | Be Kind Rewind    | Rebobine, Por Favor | Garoto                       |
| Séries |                   |                     |                              |
| Ano    | Título            | Papel               | Notas                        |
| 2004   | Law & Order       | Tate                | 1 episódio                   |

## Prêmios e Indicações
| Prêmios | Prêmios   | Prêmios                   | Prêmios                              | Prêmios      |
| Ano     | Resultado | Premiação                 | Categoria                            | Título       |
| ------- | --------- | ------------------------- | ------------------------------------ | ------------ |
| 2008    | Indicado  | Independent Spirit Awards | Melhor Ator (coadjuvante/secundário) | Não Estou Lá |
| 2008    | Venceu    | Independent Spirit Awards | Prêmio Robert Altman                 | Não Estou Lá |